# Баффи — истребительница вампиров
«Баффи — истребительница вампиров» (англ. Buffy The Vampire Slayer) — американский комедийный фильм ужасов режиссёра Фрэн Рубел Кузуи по сценарию Джосса Уидона. Главные роли в картине исполнили Кристи Суонсон, Дональд Сазерленд, Пол Рубенс, Рутгер Хауэр и Люк Перри.
Фильм показал неплохие результаты в прокате, собрав 16 миллионов долларов при бюджете в 6 миллионов, однако получил смешанные отзывы критиков. Джосс Уидон позже разработал одноимённый сериал по мотивам фильма.

## Сюжет
Баффи Саммерс живёт обычной жизнью пятнадцатилетней девочки в Лос-Анджелесе: общается с подругами, готовится к танцам, выступает в группе чирлидеров. В городе начинают пропадать люди и происходят странные вещи. За Баффи следит подозрительный мужчина в возрасте. После одной из тренировок в спортзале своей школы она сталкивается с этим мужчиной, которого зовут Меррик, он рассказывает Баффи, что она не простая школьница, а Избранная, которой суждено сражаться с демонами, вампирами и силами зла. И этот Меррик — её Наблюдатель, призванный Советом наблюдать, тренировать и готовить Избранную к её призванию — истреблению вампиров. Сначала Баффи не верит, но после первого убитого вампира она осознаёт всю тяжесть своей судьбы. Из рассказов Меррика Баффи узнает, что ей предстоит битва со старым вампиром — Лотосом, который набирается сил в склепе, а с помощью своего слуги увеличивает количество вампиров на улицах города.  Во время одной из схваток она знакомится с парнем по имени Пайк, который раньше видел девушку и испытывает к ней романтические чувства. После гибели Меррика от рук Лотоса Баффи решает что истребление вампиров — теперь бессмысленно, и хочет вернуться к жизни обычной школьницы. Придя на школьные танцы, она узнаёт, что её парень теперь с другой, подруги считают её странной, а вдобавок ко всему в спортивный зал рвутся вампиры-одноклассники, чтобы привести Баффи к Лотосу. Появившись в самый подходящий момент, Пайк приносит на танцы осиновые колы, теперь Баффи предстоит разобраться с толпой вампиров и победить главного злодея.

## В ролях
- Кристи Суонсон — Баффи Саммерс
- Дональд Сазерленд — Меррик Джемисон-Смит
- Пол Рубенс — Лефти
- Рутгер Хауэр — Лотос
- Люк Перри — Пайк
- Мишель Абрамс — Дженнифер
- Хилари Суэнк — Кимберли Ханна
- Пэрис Вон — Николь Боббитсон
- Дэвид Аркетт — Бенни Джекс
- Рэндалл Батинкофф — Джеффри Крамер
- Эндрю Лоури — Энди
- Саша Дженсон — Грюллер
- Стивен Рут — Гэри Мюррей
- Наташа Грегсон Вагнер — Кассандра
- Кэнди Кларк — мама Баффи
- Марк Декарло — тренер
- Том Джейн — Зэф
- Джеймс Парадайс — отец Баффи
- Рики Лейк — Шарлотта (не указана в титрах)
- Алексис Аркетт — диджей-вампир (не указана в титрах)
- Сет Грин — вампир (не указан в титрах)
- Бен Аффлек — баскетболист #10 (не указан в титрах)

## Возможный ремейк
25 мая 2009 года «The Hollywood Reporter» сообщил, что Рой Ли и Даг Дэвидсон из компании «Vertigo Entertainment» начали работу над проектом фильма вместе с Френ Рубел Кузуи и Каз Кузуи. Фильм не будет приквелом или сиквелом к картине 1992 или телесериалу, а Джосс Уэдон не будет принимать участие в работе над ремейком. Ни один из персонажей — кроме Баффи — не появится в новом фильме. Исполнительный продюсер сериала Марти Ноксон подтвердила, что есть возможность того, что Уэдон вернётся в проект. 22 ноября 2010 года «The Hollywood Reporter» подтвердил, что права на фильм получила студия «Warner Bros.». Предположительный год выпуска фильма — 2012. Между тем, компания «20th Century Fox» всё ещё обладает правами выпуска различной продукции с тематикой сериалов «Баффи» и «Ангел».
В декабре 2010 года стало известно, что звезда сериала «Хор» Хизер Моррис ведёт переговоры относительно главной роли в фильме. Однако сценарист фильма, Уит Андерсон, заявил, что кастинг ещё не начался. В интервью для «Access Hollywood» актриса подтвердила, что знает об этих слухах, но категоричного ответа относительно их правдивости она не дала, отметив, что съёмки в фильме не станут проблемой для её рабочего графика в «Хоре». Актриса Кэндис Аккола из сериала «Дневники вампира» также отметила свою заинтересованность в участии в проекте в интервью для «E! Online», отметив, что она является фанаткой фильма и никогда не смотрела его телевизионную версию.

## Музыка
Официальный альбом с песнями был выпущен 28 июля 1992 года. Включал в себя композиции:
1. «Keep It Comin' (Dance Till You Can’t Dance No More)» в исполнении C+C Music Factory feat. Deborah Cooper & Q-Unique;
2. «Man Smart (Woman Smarter)» в исполнении Dream Warriors;
3. «Silent City» в исполнении Matthew Sweet;
4. «We Close Our Eyes» в исполнении Сюзанны Хоффс (из репертуара Oingo Boingo);
5. «Little Heaven» в исполнении Toad The Wet Sprocket;
6. «Ain’t Gonna Eat Out My Heart Anymore» в исполнении The Divinyls;
7. «Party with the Animals» в исполнении Оззи Осборна;
8. «Zap City» в исполнении The Cult;
9. «I Fought the Law» в исполнении Mary’s Danish;
10. «Light Comes Out of Black» в исполнении Роба Хэлфорда и Pantera.

В фильме также звучали песни:
- «In The Wind» в исполнении War Babies;
- «Inner Mind» в исполнении Eon;
- «Feelings» в исполнении Kristy Swanson;
- «Schumann’s Piano Quintet Es-dur op. 44».

## Релиз

### Кассовые сборы
В премьерные выходные фильм занял 5 строчку по результатам сборов. Фильм собрал $16 624 456 при бюджете $7 млн.

### Выход на видео
Фильм вышел на VHS в 1992 году и переиздан в 1995 году в серии «Twentieth Century Fox Selections» издательством «20th Century Fox Home Entertainment». На DVD фильм вышел в 2001 году, а на Blu-Ray - в 2011 году.